# Флаг Шумерлинского муниципального округа
Флаг Шу́мерлинского муниципального округа — один из символов Шумерлинского муниципального округа Чувашской Республики Российской Федерации. Ныне действующий флаг утверждён 26 декабря 2024 года. Флаг составлен на основании герба Шумерлинского округа.

## Описание
«Прямоугольное полотнище красного цвета с отношением ширины к длине 2:3, на котором изображены фигуры из герба Шумерлинского муниципального округа Чувашской республики, выполненные с заменой геральдических золота и серебра соответственно желтым и белым цветами».
Оборотная сторона флага является зеркальным отображением его лицевой стороны.

## История

### Флаг 2002 года
Первый флаг Шумерлинского района был утверждён решением Шумерлинского районного Собрания депутатов от 14 июня 2002 года № 17/6.
«Флаг Шумерлинского района представляет собой прямоугольное полотнище, пересеченное по горизонтали на жёлтое (вверху), зелёное и голубое (внизу) поля. В центре флага находятся гербовые эмблемы: лучезарное пурпуровое кольцо, в середине которого изображены зелёный дубовый лист и золотой колос. В правом верхнем углу изображён гербовый элемент Чувашской Республики пурпуровая эмблема „Древо жизни“ (Символ возрождения), увенчанная древней чувашской эмблемой „Три солнца“ на жёлтом фоне».
В основу герба района положены стилистическое решение и декоративные цветовые сочетания желтого пурпурового, зеленого, голубого (лазоревового) цветов, находящиеся в изображении геральдических знаков (герба) и государственной символики (флага) Чувашской республики. 
Основной пурпуровый цвет в виде лучезарного кольца символизирует и подчеркивает отличительную черту района от других административных делений республики. В середине пурпурового кольца находится изображение зеленого дубового листа, что свидетельствует о лесной зоне, золотистого кольца, характеризирующего аграрный район и знак умножения природных богатств и процветания района. Колос и лист дуба размещены симметрично в пурпуровом кольце.

### Флаг 2019 года
Флаг утверждён 28 февраля 2019 года.
«Флаг Шумерлинского района Чувашской Республики представляет собой прямоугольное полотнище с отношением ширины к длине 2:3, на всю поверхность которого распространена композиция из герба муниципального образования с заменой геральдических золота, лазури и пурпура соответственно жёлтым, синим и бордовым цветами».
Описание герба: «В золотом поле над выщербленно пересечённой зелёно-лазоревой оконечностью пурпурный узкий пояс, к которому сверху примыкает пурпурный узкий укороченный столб, переходящий вверху в пурпурное же кольцо (острозубчатое с внешней стороны с чередованием коротких и длинных зубьев), в котором помещена фигура, соединённая из правой половины пурпурной головки колоса и левой половины зелёного дубового листа; во главе щита — три пурпурных косых вырубных креста в ряд».
Флаг Шумерлинского района языком аллегорий символизирует исторические, природные и экономико-географические особенности муниципального образования.
В основу флага района положена стилистическая композиция на основе решения Шумерлинского районного Собрания депутатов от 14 июня 2002 года, которым впервые были утверждены официальные символы района. Также применены декоративные цветовые сочетания жёлтого (золота) и пурпурного цветов, использующиеся в изображении официальных символов Чувашской Республики, а также зелёного и лазоревого (голубого, синего) цветов, подчеркивающих природные и хозяйственные особенности района.
Основной пурпуровый цвет в виде лучезарного кольца символизирует и подчеркивает отличительную черту района от других административных делений республики. Лучезарное кольцо также является аллегорией на чувашский национальный символ «Древо жизни». Принадлежность района к Чувашии также символизируют и три косых вырубных креста. В сочетании с лучезарным кольцом они также являются символом солнечного света, дарящего жизнь и оберегающего благополучие.
В середине пурпурового кольца находится изображение пурпурного колоса и зелёного дубового листа, что свидетельствует как о лесной зоне, так и характеризирует аграрный район и знак умножения природных богатств и процветания района.
Примененные цвета в геральдике символизируют:
Жёлтый цвет (золото) — символ урожая, богатства, стабильности, уважения и интеллекта. Кроме того, золото как цвет солнца символизирует радушие жителей района и их трудолюбие.
Пурпурный цвет (пурпур) — символ чести, достоинства, благородства и высшей власти.
Синий цвет — символ возвышенных устремлений, искренности и добродетели, а также цвет водных объектов и чистого неба.
Зелёный цвет — символ природы, здоровья, жизненного роста, а также традиционный символ лесов.